# Brzegi (Grande-Pologne)
Pour les articles homonymes, voir Brzegi.
Brzegi (prononciation : [ˈbʐɛɡi]) est un  village polonais de la gmina de Krzyż Wielkopolski dans le powiat de Czarnków-Trzcianka de la voïvodie de Grande-Pologne dans le centre-ouest de la Pologne.
Il se situe à environ 4 kilomètres au nord-est de Krzyż Wielkopolski (siège de la gmina), à 36 kilomètres à l'ouest de Czarnków (siège du powiat), et à 82 kilomètres au nord-ouest de Poznań (capitale de la Grande-Pologne).

## Histoire
De 1975 à 1998, le village faisait partie du territoire de la voïvodie de Piła.

Depuis 1999, Brzegi est situé dans la voïvodie de Grande-Pologne.
Le village possède une population de 170 habitants.